# Panoramawagen Glacier-Express
De Panoramawagens voor de Glacier-Express zijn rijtuigen voor het regionaal (toeristisch) personenvervoer van de Zwitserse spoorwegmaatschappijen Rhätische Bahn (RhB), Furka-Oberalp-Bahn (FO) en Brig-Visp-Zermatt-Bahn (BVZ). De laatste twee maatschappijen zijn in 2003 samengegaan in de Matterhorn Gotthard Bahn (MGB).

## Geschiedenis
In 1976 besloot de Montreux-Berner Oberland-Bahn (MOB) oude rijtuigen te voorzien van nieuwe rijtuigbakken met meer uitzicht en aangepast klimaatbeheersingssysteem. Deze rijtuigen werden door de voormalige busbouwer Ramseier & Jenzer Bus + Bahn AG uit Biel gebouwd.
In de jaren 1990 werd besloten om voor de Glacier-Express rijtuigen met meer uitzicht en comfort aan te schaffen. De eerste rijtuigen werden gebouwd door de Italiaanse fabrikant Breda uit Pistoia. Bij deze rijtuigen zijn veel zaken van de door R&J gebouwde rijtuigen overgenomen. De rijtuigen hebben een balkon en op de plaats van het tweede balkon werd een toilet en serviceruimte gecreëerd. Er werden 10 rijtuigen van het type 2e klas en 4 rijtuigen van het type 1e klas rijtuigen gebouwd. Deze rijtuigen zijn voorzien van luchtgeveerde SIG 90 draaistellen.
In 2003 bestelde de RhB en de MGB de tweede generatie rijtuigen bij Stadler Rail in Bussnang. Deze rijtuigen werden in de fabriek te Altenrhein bij de Luchthaven Sankt Gallen-Altenrhein aan het Bodenmeer gebouwd. Er werden 6 composities van 6 rijtuigen, bestaande uit eerste- en tweedeklasrijtuigen en restauratierijtuigen, gebouwd. Deze rijtuigen zijn voorzien van luchtgeveerde Stadler-SSL-draaistellen.
Met een vloot van totaal 46 rijtuigen worden 6 composities van twee eersteklasrijtuigen, een restauratierijtuig en drie tweedeklasrijtuigen samengesteld.
De treinen zijn als volgt samengesteld:
- locomotief bij de Matterhorn Gotthard Bahn (MGB) van het type HGe 4/4 II
- locomotief bij de Rhätische Bahn (RhB) van het type Ge 4/4 III
- rijtuigen in vaste samenstelling: Ap-Api-WRp-Bp-Bp-Bp

### Ongeval
Bij een ontsporing in de omgeving van Fiesch op 23 juni 2010 raakte de WRp 3832 van de Rhätische Bahn (RhB) beschadigd en de Ap 4022 en Api 4032 van de Matterhorn Gotthard Bahn (MGB) raakten zwaar beschadigd.

## Constructie en techniek
Het frame van de rijtuigen is met aluminium opgebouwd. In het rijtuig is een klimaatbeheersingssysteem aangebracht. De draaistellen van het type SIG 90 zijn voorzien van schroefvering. De draaistellen van het type Stadler-SSL zijn voorzien van luchtvering.

### Nummers
Nummers van de rijtuigen:
| Lijst panoramarijtuigen van Glacier-Express |                                    |                   |                   |                |                                   |                                         |
| Aantal                                      | Type en nummers Bouwjaar           | Eigenaar          | Fabrikant rijtuig | Type draaistel | Aantal zitplaatsen indeling steek | Opmerkingen                             |
| 2                                           | Ap 4021-4022 ex AS 2021-2022 1993  | MGB ex FO         | Breda             | SIG 90         | 30 2+1 2050 mm                    | indeling was: 48 pers. 2+2              |
| 4                                           | Bp 4023-4026 ex Bp 2521-2524 1993  | RhB ex FO, ex MGB | Breda             | SIG 90         | 48 2+2 2050 mm                    |                                         |
| 4                                           | Bp 4027-4030 ex Bp 2527-2530 1993  | MGB ex FO         | Breda             | SIG 90         | 48 2+2 2050 mm                    |                                         |
| 4                                           | Api 4031-4034 ex AS 2011-2014 1993 | MGB ex BVZ        | Breda             | SIG 90         | 30 2+1 2050 mm                    | indeling was: 48 pers. 2+2 vacuümtoilet |
| 2                                           | Api 1311-1312 2006/2007            | RhB               | Stadler Rail      | Stadler-SSL    | 30 2+1 2054 mm                    | vacuümtoilet                            |
| 2                                           | Api 4041-4042 2006/2007            | MGB               | Stadler Rail      | Stadler-SSL    | 30 2+1 2054 mm                    | vacuümtoilet                            |
| 4                                           | Ap 1313-1316 2006/2007             | RhB               | Stadler Rail      | Stadler-SSL    | 36 2+1 2054 mm                    |                                         |
| 2                                           | Api 4043-4044 2006/2007            | MGB               | Stadler Rail      | Stadler-SSL    | 36 2+1 2054 mm                    |                                         |
| 3                                           | WRp 3830-3832 2006/2007            | RhB               | Stadler Rail      | Stadler-SSL    | -                                 | keuken en bar                           |
| 3                                           | WRp 3833-3835 2006/2007            | MGB               | Stadler Rail      | Stadler-SSL    | -                                 | keuken en bar                           |
| 8                                           | Bp 2531-2538 2006/2007             | RhB               | Stadler Rail      | Stadler-SSL    | 48 2+2 2050 mm                    |                                         |
| 8                                           | Bp 4061-4068 2006/2007             | MGB               | Stadler Rail      | Stadler-SSL    | 48 2+2 2050 mm                    |                                         |

## Treindiensten
Deze rijtuigen worden door Rhätische Bahn (RhB) en Matterhorn Gotthard Bahn (MGB) als Glacier-Experss ingezet op de volgende trajecten:
- Sankt Moritz – Zermatt, via Chur, Brig